# Littorina fabalis
Littorina fabalis är en snäckart som först beskrevs av Turton 1825.  Littorina fabalis ingår i släktet Littorina, och familjen strandsnäckor. Arten är reproducerande i Sverige.

## Bildgalleri

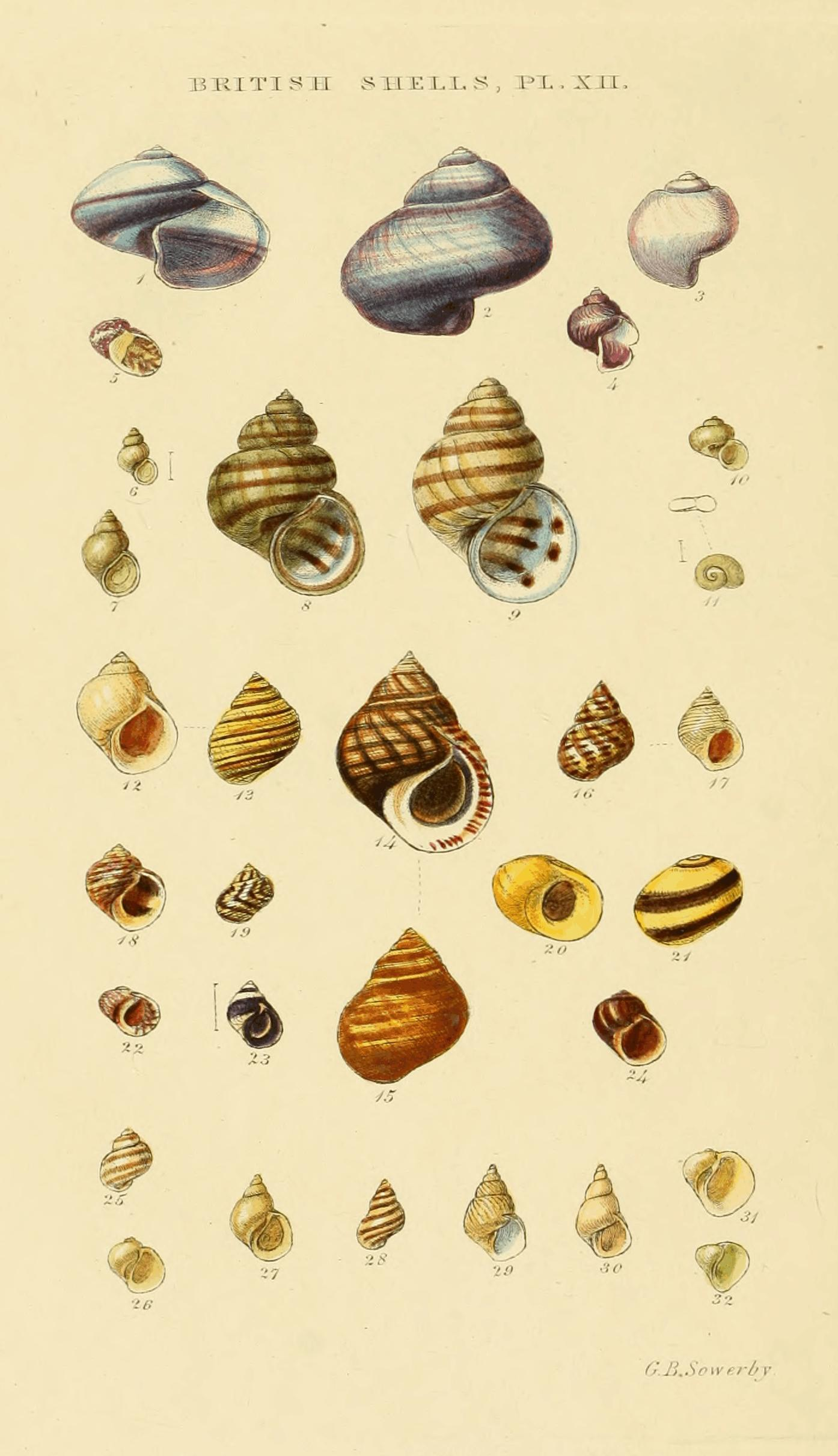